# Cuesta del Portezuelo
La cuesta del Portezuelo es un camino sinuoso ubicado en el departamento Valle Viejo, en el sureste de la provincia de Catamarca, Argentina. Une la RN 38 con la ruta provincial 2, atravesando la sierra de Ancasti.
Se comenzó a construir en 1933 y fue inaugurada en 1939. El diseño y la realización del proyecto estuvo a cargo del ingeniero Roberto Kurtz, responsable del departamento de Obras Públicas de la provincia durante ese período.
El camino sinuoso se extiende por algo menos de 20 km, trayecto en el que existen más de 300 curvas, muchas de ellas con giros cerrados en desarrollo zigzagueante. En la actualidad, en algunos casos se lo describe como un "camino de herradura", como una referencia a su antigua condición de vía solo apta para caballos, que no permitía la circulación de carros o carretas. 

La cuesta tiene un sentido aproximado noroeste-sureste y comienza a una altitud de unos 500 m. s. n. m., en cercanías de la localidad de El Portezuelo. Su punto más elevado se encuentra a una altitud de 1680 m. s. n. m.
La zamba Paisaje de Catamarca del compositor e intérprete Polo Giménez describe el paisaje y las características de la cuesta y su entorno. En su homenaje, y del autor Atuto Mercau Soria, se ha instalado un monumento en el sector más elevado de la cuesta.
La cuesta del Portezuelo es uno de los atractivos turísticos más visitados de la provincia, debido a su alto valor paisajístico y a su cercanía a la ciudad capital. Desde los puntos más elevados, se practica aladeltismo y parapente.
Desde 2009 el área está protegida por la ley provincial n.º 5281, que la declaró Patrimonio Cultural de la Provincia de Catamarca.